# Heliaster kubiniji
Heliaster kubiniji är en sjöstjärneart som beskrevs av John Xantus de Vesey 1860. Heliaster kubiniji ingår i släktet Heliaster och familjen Heliasteridae. Inga underarter finns listade i Catalogue of Life.